# Инсубри
Инсубрите (на латински: Insubres) са келтско племе, обитаващо областта Инсубрия (днешна Ломбардия). Те са основателите на град Медиоланум (дн. Милано). Считани за етнически келти по времето на завладяването им от римляните, инсубрите са по-скоро резултат от смесването на живеещото тук преди това лигурийско, келтско (от района на Алпите и река По) и италийско население с келтски племена, дошли от района на днешна южна Франция.
Заедно с бойите, лингоните, таврините, гезатите и други келтски племена, през 224 г. пр.н.е. инсубрите са разбити в битката при Теламон от римска армия, водена от консула Луций Емилий Пап. Две години по-късно, римляните, подкрепени от галските си съюзници ценоманите, превземат Ацере, единственото им укрепено селище и ги побеждават отново в битката при Кластидиум.
По време на нашествието на Ханибал в Италия през 218-217 г. пр.н.е., инсубрите вдигат въстание, подкрепяйки картагенците. Те отново ги подкрепят – този път Хамилкар през 200 г. пр.н.е.. След още няколко сблъсъка, инсубрите окончателно се съюзяват с Рим през 194 г. пр.н.е., поддържайки до известна степен самостоятелност. През 89 г. пр.н.е. те получават латинско гражданство, а през 49 г. пр.н.е. – римско.
Романизирането на инсубрите вероятно е бързо, което се дължи на приликите на келтския и латинския език; в кратък период от време след завладяването от Рим, се появяват няколко литературни фигури, като тази на Цецилий Стаций.
На племето е наречена областта Инсубрия, както и езика, на който говорят – инсубрийски.
|  | Тази страница частично или изцяло представлява превод на страницата Insubres в Уикипедия на английски. Оригиналният текст, както и този превод, са защитени от Лиценза „Криейтив Комънс – Признание – Споделяне на споделеното“, а за съдържание, създадено преди юни 2009 година – от Лиценза за свободна документация на ГНУ. Прегледайте историята на редакциите на оригиналната страница, както и на преводната страница, за да видите списъка на съавторите. ВАЖНО: Този шаблон се отнася единствено до авторските права върху съдържанието на статията. Добавянето му не отменя изискването да се посочват конкретни източници на твърденията, които да бъдат благонадеждни. |